# 朱代卡岛

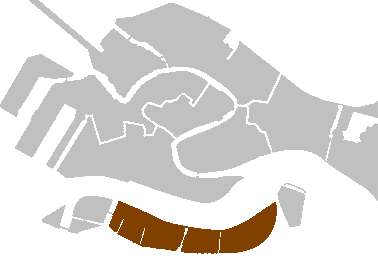
朱代卡岛在威尼斯市的位置

朱代卡岛（Giudecca）是意大利北部威尼斯潟湖中的一个岛屿。它属于多尔索杜罗区（Dorsoduro）的一部分。

## 地理
朱代卡岛位於威尼斯本岛的南侧，中间由朱代卡水道分隔。大聖喬治島位於其东端。 

## 历史
朱代卡岛最初被称为“长刺”（Spinalunga）。朱代卡的名称可能是拉丁文“犹太”（“Judaean”）一种变体，因此可译为“犹太区”：在意大利南部和西西里岛有许多城镇拥有名为朱代卡的犹太区。但是原来的威尼斯犹太区是在城市北部的卡纳雷吉欧区（Cannaregio），也没有证据显示犹太人是否曾经居住在朱代卡岛。朱代卡这个名字在不是用来表示在意大利北部城镇也不代表犹太区。
朱代卡岛历史上是一个大型宫殿与花园区，20世纪初成为工业区，开设造船厂等工厂，以及一个电影制片厂。二战后大部分工厂关闭，现在再次被视为高级住宅区。该岛以其长码头和教堂著称，包括威尼斯救主堂。